# Cercafase

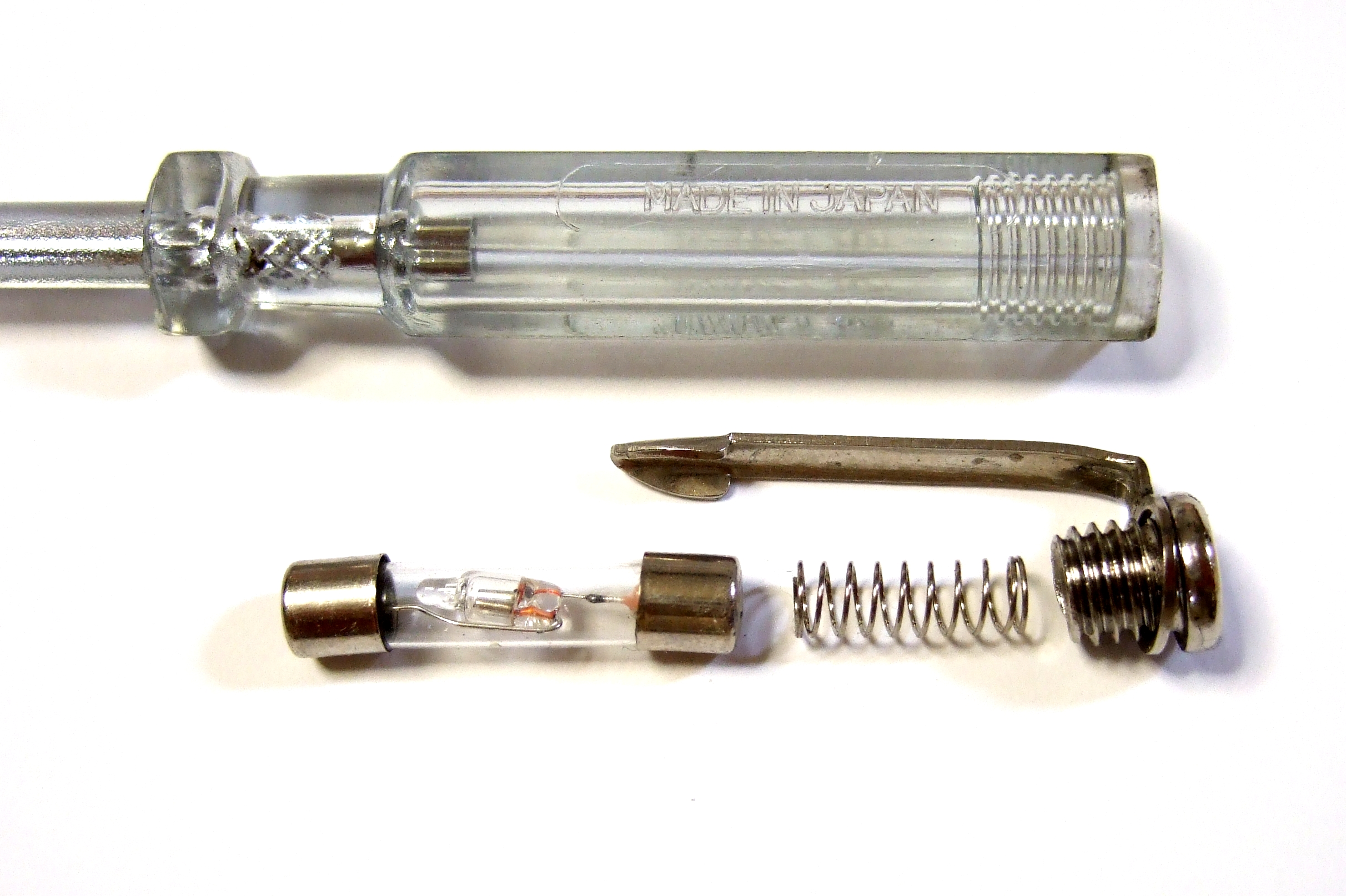
Cercafase a contatto smontato per mostrare la lampada interna

Il cercafase è un semplice ed economico strumento usato per rilevare la presenza di tensione elettrica su un qualsiasi elemento circuitale, e in particolare per individuare la presenza di una fase su un conduttore.

## Descrizione

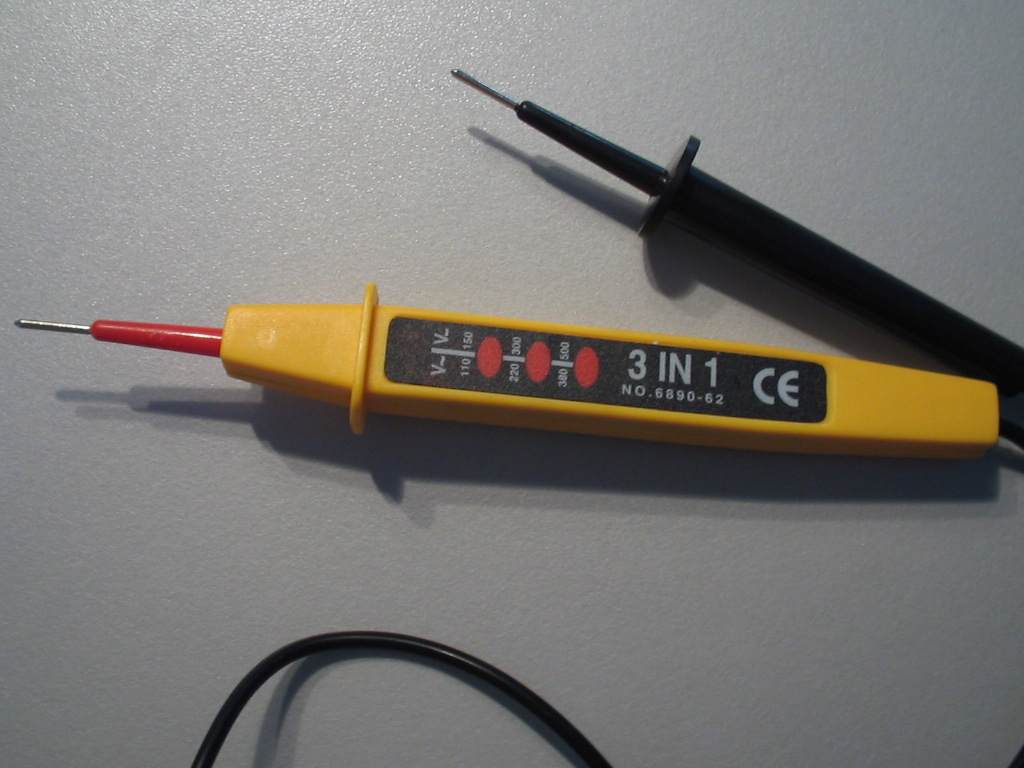
Cercafase a puntali, e indicatore di tensione

Ogni cercafase ha un suo range di funzionamento, al di fuori del quale o non rileva la tensione anche se presente o si rompe.
Solitamente ha la forma e la funzionalità di un cacciavite con un manico trasparente e isolante, nel quale è alloggiata una piccola lampada al neon con una resistenza elettrica collegata in serie. Un'estremità del circuito è collegata alla punta del cacciavite, l'altra a una piastrina metallica presente sul manico.
Esistono altri tipi di cercafase, alcuni di questi sono a puntali e richiedono l'uso di entrambe le mani e in alcuni casi indicano anche la tensione presente.

## Modo d'uso e sicurezza
Per utilizzare il cercafase è necessario tenere un dito in contatto con la piastrina e toccare con la punta dello strumento le parti da verificare (fili elettrici, morsetti, carcasse metalliche, ecc.).
Se sulla parte testata è presente una tensione diversa dalla massa, al momento del contatto con il cercafase nel dispositivo scorre una piccolissima corrente che passando attraverso la lampadina la fa accendere; tale corrente scorre poi attraverso l'operatore per poi disperdersi verso terra. Il flusso di corrente con cui viene a contatto l'operatore è molto debole e non percettibile a causa della resistenza molto alta in serie con la lampadina, che fa sì che la corrente sia bassissima (per la legge di Ohm).